# Punkteins oberlausitz TV
punkteins oberlausitz TV ist ein regionaler Fernsehsender für die Landkreise Bautzen und Görlitz, der damit potentiell etwa 200.000 Zuschauer in den digitalen Kabelnetzen erreicht.

## Programm
punkteins oberlausitz TV sendet ein 24-stündiges HD-Programm aus. Dieses Programm ist auch in einem Livestream auf der Homepage des Senders empfangbar.

## Empfang
Der Sender kann über das Netz von Vodafone Kabel Deutschland in Bautzen, Görlitz, Löbau, Zittau, Weißwasser und Olbersdorf, sowie über Pyur in den Kabelnetzen von Kamenz, Hoyerswerda, Weißwasser und Löbau empfangen werden. Die Antennengemeinschaften in Cunewalde und Großschönau strahlen das Programm ebenso aus.